# Philipp Eduard Anton von Lenard
Philipp Eduard Anton von Lenard (madžarsko Lénárd Fülöp), madžarsko-avstrijsko-nemški fizik, * 7. junij 1862, Bratislava, Avstrijsko cesarstvo (sedaj Slovaška), † 20. maj 1947, Messelhausen, Nemčija.
Lenard je leta 1905 prejel Nobelovo nagrado za fiziko za delo o katodnih žarkih.